# اللكيدة (أبين)

تعديل مصدري - تعديل

اللكيده هي إحدى قرى محافظة أبين اليمنية، وتتبع إدارياً مديرية خنفر. يبلغ تعداد سكانها 987 نسمة حسب تعداد اليمن لعام 2004.